# Bivacco Enrico e Mario
Il bivacco Enrico e Mario (indicato anche in alcune relazioni bivacco del Feuillas o casermetta del Feuillas) è un bivacco situato nel comune di Acceglio (CN), in valle Maira, nelle Alpi Cozie, a 2.650 m s.l.m.

## Storia
Il bivacco è stato attivato riadattando una vecchia casermetta militare.

## Caratteristiche e informazioni
Il bivacco si trova nel vallone Unerzio (vallone che si dirama da Acceglio) e poco sotto il colle Feuillas (colle che porta in Francia). È sempre aperto e ha 12 posti letto.

## Accessi
L'accesso avviene dal comune di Acceglio salendo alla frazione Viviere. Di qui il bivacco è raggiungibile in circa due ore, seguendo prima il sentiero S9, poi il sentiero S30.

## Ascensioni
- Monte Oronaye - 3.110 m (sia attraverso la via normale per il colle Feuillas che attraverso la via ferrata).

## Traversate
Il bivacco si trova sul percorso del sentiero Roberto Cavallero, del quale costituisce il punto d'appoggio per il pernottamento tra la terza e la quarta tappa. Mediante questo sentiero, è possibile la traversata al bivacco Bonelli ed al posto tappa GTA di Chialvetta.